# عاموس غيتاي
عاموس غيتاي (بالعبرية: עמוס גיתאי‏) (و. 1950 – م) هو مهندس معماري، ومخرج أفلام، وكاتب سيناريو، ومنتج أفلام، من إسرائيل، ولد في حيفا.

## التعليم
تعلم في جامعة كاليفورنيا، بركلي.

## جوائز
حصل على جوائز منها:
- جائزة روبرت بريسون (2013)
- جائزة نمر الشرف [الإنجليزية]‏ (2008)
- François Chalais Prize [الإنجليزية]‏، عن عمل: كيبور (2000)
- قائد الفنون والآداب.

## انظر ايضاً
- أنا عربية

## وصلات خارجية
- عاموس غيتاي على موقع IMDb (الإنجليزية)
- عاموس غيتاي على موقع مونزينجر (الألمانية)
- عاموس غيتاي على موقع قاعدة بيانات الأفلام العربية
- عاموس غيتاي على موقع ألو سيني (الفرنسية)
- عاموس غيتاي على موقع أول موفي (الإنجليزية)
- عاموس غيتاي على موقع قاعدة بيانات الأفلام السويدية (السويدية)
- عاموس غيتاي على موقع قاعدة بيانات الفيلم (الإنجليزية)
- عاموس غيتاي على موقع كينوبويسك (الروسية)